# Beauvais
Beauvais je mesto in občina v severni francoski regiji Pikardiji, prefektura departmaja Oise. Beauvais se nahaja približno 75 kilometrov od Pariza. Prebivalci mesta se imenujejo Beauvaisiens.
Občina (fr.: commune) Beauvais je imela 54.289 prebivalcev (leta 2012) po podatkih INSEE (Institut national de la statistique et des études économiques), in velja za najbolj naseljeno mesto v departmaju Oise in tretje najbolj naseljeno mesto v Picardiji. Skupaj s predmestji in satelitskimi naselji, ima 103.885 prebivalcev.

## Zgodovina
Beauvais je bil znan v času Rimljanov kot galsko-rimsko ime Caesaromagus (magos je keltsko ime za 'polje'). V post-renesančni latinščini se je upodabljalo ime Bellovacum od Bellovacijev, plemena Belgov, katerih glavno mesto je bil. V devetem stoletju je postal grofija, ki so jo okoli leta 1013 prevzeli škofje Beauvaisa, ki so postali plemiči (peer) Francije v dvanajstem stoletju. Na kronanju kraljev je škof Beauvaisa nosil kraljevski plašč in s škofom iz Langresa dvignil kralja s prestola, da bi ga predstavili ljudem.
De Bello Gallico II. knjiga 13. poročilo: ko se je Julij Cezar približeval utrjenemu mestu imenovanem Bratuspantium v deželi Bellovaci, so se prebivalci predali, ko je bil oddaljen približno 5 rimskih milj. Njegovo ime je galščini za "kraj, kjer so izdajali sodne odločbe" od *bratu-spantion. Nekateri pravijo, da je Bratuspantium Beauvais. Drugi pravijo, da je Vendeuil-Caply ali Bailleula sur Thérain. 
Od 1004-1037 je bil grof Beauvaisa Eudes I.I de Blois.
V listini datirani v 1056/1060, je Éon I. de Penthièvre dodelil zemljišče »in pago Belvacensi« (Beauvais, Picardija) samostanu Saint-Aubin v Angersu. (Opomba: Morda je podedoval po svojem očetu Geoffreyu I., vojvoda Bretanjski od mater Ermengarde-Gerberga Anjou, ki je bila znana, da je imela tam v lasti nepremičnine)
Leta 1346, med stoletno vojno, se je mesto moralo braniti pred Angleži, ki so ga spet oblegali leta 1433. Obleganje leta 1472 pod vodstvom burgundskega vojvode Karla Drznega, je bilo znano po junaštvu mestnih žensk, pod vodstvom Jeanne Hachette, v čigar spomin še vedno praznujejo s procesijo 14. oktobra (praznik Sainte Angadrême), v katerem imajo ženske prednost pred moškimi.
Zanimiva najdba novcev iz visokega srednjega veka je postala znana kot Beauvais Hoard, ker so bili nekateri britanski in evropski kovanci najdeni v francoskem samostanu v Beauvaisu. Depo, ki je vseboval različne redke in izjemno redke anglo-normanske penije, angleške in tuje kovance, je bil znan po tem, da so ga našli v ali blizu Pariza. 
Beauvais je bil v veliki meri poškodovan med prvo svetovno vojno in še enkrat v drugi svetovni vojni, v času nemškega pohoda na Pariz junija 1940. Velik del starejšega dela mesta je bil skoraj uničen in stolnica pa močno poškodovana, preden so mesto osvobodile britanske sile 30. avgusta 1944. 

## Geografija
Mesto leži v severni Franciji ob sotočju rek Thérain in Avelon, približno 62 km od Amiensa, 59 km od Compiègne, 78 km od Pariza, 81 km od Rouena, 160 km od Reimsa in 198 km od Lilla.
Mesto ima oceansko podnebje, blago in vlažno. Povprečna letna temperatura je 9,9 °C (obdobje 1961 na leto 1990), povprečno letno sončno obsevanje je 1669 ur (od 1991 do leta 2010). Hribi območja Pays de Bray ščitijo Beauvais pred padavinami. Količina padavin je 669 mm na leto v povprečju (1981-2010). Megla je pogosto prisoten, in je ocenjena na približno 55 dni v letu.

## Administracija
Beauvais je sedež treh kantonov:
- Kanton Beauvais-Jugozahod (del občine Beauvais, občine Allonne, Aux-Marais, Goincourt, Saint-Martin-le-Nœud: 23.655 prebivalcev),
- Kanton Beauvais-Severovzhod (del občine Beauvais: 18.365 prebivalcev),
- Kanton Beauvais-Severozahod (del občine Beauvais, občine Fouquenies, Herchies, Pierrefitte-en-Beauvaisis, Savignies: 19.946 prebivalcev).

Mesto je prav tako sedež okrožja, v katerega so poleg njegovih vključeni še kantoni Auneuil, Chaumont-en-Vexin, Coudray-Saint-Germer, Crèvecœur-le-Grand, Formerie, Grandvilliers, Marseille-en-Beauvaisis, Méru, Nivillers, Noailles in Songeons z 218.353 prebivalci.

## Znamenitosti
Beauvais je na seznamu francoskih umetnostno-zgodovinskih mest.

### Stolnica
Stolnica, ki je posvečena sv. Petru (Cathédrale Saint-Pierre de Beauvais) je v nekaterih pogledih najbolj drzen dosežek francoske gotske arhitekture, sestavljena le iz prečne ladje in kora z apsido, ki ima sedem kapel. Oboki v notranjosti presega 46 m v višino. Stolnica je doživela veliko popravil in obnov v letu 2008.
Majhna romanska cerkev iz 10. stoletja, znana kot Basse Oeuvre je zasedala mesto, namenjeno za glavno ladjo; velik del vzhodnega konca je bil porušen, da bi naredili prostor za novo katedralo.
Graditi se je začela leta 1247, pod škofom William od Grèsa (Guillaume de Grès, Guillaume de Grez), z dodanimi 5 m v višino, da bi bila najvišja stolnica v Evropi. Delo je bilo prekinjeno leta 1284 zaradi porušitve stropa kora. Katastrofa je povzročila začasno pomanjkanje poguma med zidarji, ki so delali v gotskem slogu. Transept bil zgrajen med letoma 1500 do 1548. Leta 1573 je padec preveč ambiciozno zastavljenega osrednjega stolpa ponovno ustavil delo, in kasneje dodan majhen dodatek.
Fasada, še posebej južna, ima vse bogastvo poznega gotskega sloga. Stolnica ima izrezljana lesena vrata tako na severnem kot južnem portalu, ki so mojstrovina gotske in renesančne izdelave. Cerkev ima dovršeno astronomsko uro (1866) in tapiserije iz petnajstega in sedemnajstega stoletja. Njeni glavni umetniški zakladi so vitraji iz trinajstega, štirinajstega in šestnajstega stoletja, najlepše od njih je iz roke renesančnega umetnika, Engrand Le Prince, rojenega v Beauvaisu. Njegovih je tudi nekaj vitrajev v St. Etienne, drugi cerkvi v mestu in zanimiv primer prehoda med romaniko in gotiko.
V srednjem veku so 14. januarja, na praznik oslov, praznoval v stolnici, v spomin na Beg v Egipt.

### Drugo
- trg Place de l'Hôtel de Ville, območje številnih zgradb iz srednjega veka;
- škofijska palača iz 16. stoletja, delno zgrajena na okopih iz antičnega obdobja, danes je v njej sodišče;
- Mestna hiša (Hôtel de ville), v bližini katerega stoji kip Jeanne Hachette, je bila zgrajena leta 1752.

## Pobratena mesta
Beauvais je pobraten z:
- Maidstone, Velika Britanija, od 1961
- Witten, Nemčija, od 1975[7]
- Setúbal, Portugalska, od 1982.
- Dej, Romunija, od 2003
- Tczew, Poljska, od 2003

## Rojeni v Beauvaisu
- Jean-Baptiste Dubos, diplomat, zgodovinar, pisatelj,
- Alfred Des Cloizeaux, francoski mineralog,
- Henri Léon Lebesgue, matematik.